# Abu Dumbuya
Abu Dumbuya (ur. 29 stycznia 1999 we Freetown) – sierraleoński piłkarz grający na pozycji środkowego pomocnika. Od 2019 jest piłkarzem klubu East End Lions.

## Kariera piłkarska
Swoją karierę piłkarską Dumbuya rozpoczął w klubie Kallon FC, w barwach którego zadebiutował w sezonie 2014 w sierraleońskiej Premier League. Następnie kolejno grał w: Old Edwardians (2015), FC Johansen (2016), Central Parade FC (2017) i Wusum Stars (2018). W 2019 przeszedł do East End Lions. W sezonie 2019 wywalczył z nim mistrzostwo Sierra Leone.

## Kariera reprezentacyjna
W reprezentacji Sierra Leone Dumbuya zadebiutował 4 września 2019 w przegranym 1:3 meczu eliminacji do MŚ 2022 z Liberią, rozegranym w Monrovii. W 2022 roku został powołany do kadry na Puchar Narodów Afryki 2021. Rozegrał na nim jeden mecz grupowy, z Gwineą Równikową (0:1).